# Notions de dieu et de divinité dans le bouddhisme

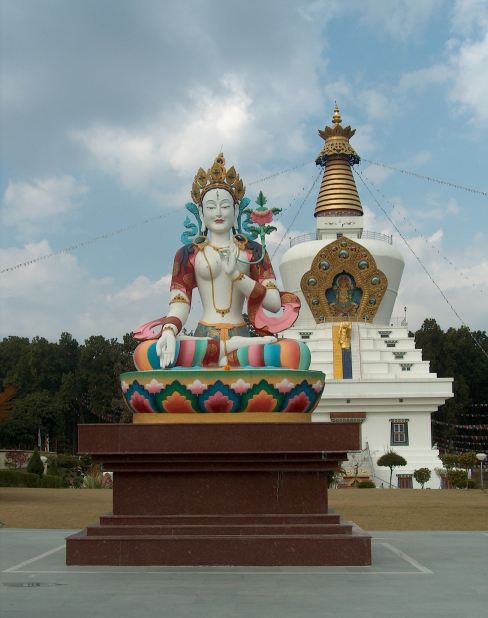
Tara, déité populaire du bouddhisme, est à l'origine une divinité hindoue éponyme, forme de la déesse Dourgâ

Le bouddhisme est une religion, mais la conception bouddhique du monde exclut toute « vérité éternelle » comme celle d'un Dieu créateur. Il existe des divinités au sein du bouddhisme, en partie issues de l'hindouisme. Les croyances varient selon les courants et écoles bouddhistes. Le Bouddha a atteint l'éveil par lui-même et non par révélation.
Selon Philippe Cornu, le bouddhisme est « une sotériologie fondée sur une phénoménologie de l’esprit et non sur une théologie dualiste qui pose un Dieu transcendant, Créateur distinct de ses créatures et en relation avec elles. Pour autant, il vise lui aussi un inconditionné, la bouddhéité, état transcendant propre aux êtres et tapi dans l’immanence de leur nature ultime. »

## La divinité du Bouddha
Bien que la notion d’un dieu créateur soit absente de la plupart des formes du bouddhisme (elle est présente dans des formes syncrétiques en Indonésie,), la vénération et le culte du Bouddha historique (Siddhārtha Gautama) en tant que Bhagavata (un terme traditionnel de l'Inde qui précède le nom des divinités – parfois transcrit Bhagavan ou Bhagwan) joue un rôle important dans le Theravāda et particulièrement dans le Mahāyāna, où le Bouddha est élevé au rang de quasi-dieu.
Dans certaines traditions du Mahayana (comme le Tathagatagarbha ou dans la Terre Pure) le Bouddha est déclaré "omniprésent", "omniscient", "essence libératrice de la réalité". Certains tantras décrivent le Bouddha comme la "source de tous les êtres et de tous les univers". Le Bouddha historique est perçu par l’école Jonangpa du Bouddhisme tibétain comme étant « absolu, omniprésent, connaissance suprême au-delà des limitations de la conscience ordinaire ».

## Brahma et les divinités dans le Bouddhisme des origines
Il existe des divinités dans le bouddhisme, en plus d'un débat ancien sur la notion d'un "être suprême",,,. À l'apparition du Bouddhisme, l'environnement religieux de l'Inde est le védisme et le brahmanisme dont il conserve un certain nombre des orientations.
Gautama, le bouddha historique, dans les suttas du canon Pāli, parlant des prêtres brahmanes de l’hindouisme qui n’ont jamais rencontré Brahma tout en enseignant comment vivre en unité avec lui, déclare qu’ils sont engagés dans une « tâche stupide, ridicule, vaine et vide ».
Dans le Tittha Sutta, Gautama déclare :
« Le fait de croire en la création du monde par un être suprême » conduit à un manque d’effort dans la pratique et à l’inaction.
Plusieurs textes affirment que le monde est "sans dieu créateur" (anissara, le terme Issara, issu du védique īśvara, désignant en pāli le dieu personnel théiste).
Sir Charles Norton Edgecumbe Eliot, diplomate anglais et érudit bouddhiste, dans son ouvrage sur l'hindouisme et le bouddhisme présente ainsi la relation aux déités dans le bouddhisme des origines :
Dans le bouddhisme des origines, le monde des esprits, des déités et des démons qui peuplent tel ou tel monde, n’est pas rejeté mais les vérités de cette religion ne dépendent pas d’eux et la tentative de gagner leur soutien par des sacrifices ou des oracles est par contre rejeté comme des pratiques vulgaires.
Dans plusieurs textes, les dieux ne sont en effet pas pris au sérieux, bien qu’évoqués fréquemment comme des accessoires. Il existe même des passages dans lesquels Gautama se moque d’eux. Ainsi, le Kevatta Sutta rapporte comment un moine qui méditait sur une question métaphysique s’adressa à plusieurs dieux et en arriva à interroger Brahmā directement, entouré de sa cour. Sa question était « Où les éléments cessent-ils d’exister et ne laissent plus aucune trace ? ». Ce à quoi Brahma répondit « Je suis le grand Brahma, le suprême, le tout-puissant, le seigneur de toute chose, le créateur, l’ancien, le père de tout ce qui fut et tout ce qui sera ». Le moine répondit alors « mais, je ne vous ai pas demandé si vous étiez tout ce que vous venez de déclarer, mon ami, mais où les éléments cessent d’exister et ne laissent plus aucune trace ». Alors, Brahma le prit par le bras et le tira à l’écart de sa suite pour lui dire : « Tous ces dieux pensent que je sais et que je comprends tout. Par conséquent, je ne donne aucune réponse en leur présence. Je ne connais pas la réponse à cette question, vous feriez mieux d’aller demander à Bouddha ».
Dans le Brahmanimantanika Sutta ("l'invitation de Brahma"), Brahma, dont un des conseillers est le démon Māra, est ridiculisé dans ses prétentions à l'éternité et à la toute-puissance.
Dans le Tevijja Sutta (en), en revanche, le Bouddha accepte d'enseigner aux brahmanes qui l'interrogent à ce sujet la voie de l'union avec Brahma, même si cela ne constitue pas l'"objectif ultime" de la voie bouddhique :
Je connais Brahma, je connais aussi l'état céleste de Brahma, je connais également la voie menant à l'état céleste de Brahma, je sais également qui est né dans cet état céleste de Brahma.
Cette voie de l'union avec Brahma enseignée dans le Tevijja Sutta est constituée en pratique des Quatre Incommensurables.

## Les dévas
Ils font partie de la cosmogonie bouddhiste, des êtres imparfaits qui vivent dans des environnements célestes. La vie d’un déva (voir aussi Deva (Bouddhisme)) est donc ainsi soumise au saṃsāra dans cette perception et ne serait pas un "dieu" au sens commun du terme.

## Les tenants d’un Bouddha historique théiste
Il existe quelques auteurs qui soutiennent que le Bouddha était théiste. Ils sont minoritaires mais leur point de vue est notoire : Robert A.F. Thurman de la Columbia University, par exemple, qui fut également moine bouddhiste, déclare :
Non seulement Bouddha croyait en Dieu, mais il le connaissait. Il y avait de nombreux athées à l’époque du Bouddha, comme les Matérialistes du Chârvâka, et le Bouddha critiquait leur manque de foi dans une réalité spirituelle.
Dans un chapitre intitulé « les points de vue divergents du bouddhisme et des autres religions au sujet d’une réalité ultime », William Stoddart, dans son livre « Outline of Buddhism », prétend que la croyance bouddhiste est théiste mais que l’existence d’une réalité ultime, dieu, à la fois immanente et transcendantale, a été mal comprise à cause de l’insistance mise sur l’aspect immanent. Il commente Thurman en disant que la question de l’aspect non matériel de dieu a conduit à des compréhensions erronées disant qu’il n’y avait pas de dieu dans le bouddhisme.
Cependant, Nyanaponika Thera exprime de la façon suivante un point de vue courant, celui d’un athéisme ouvert et tolérant :
L’étude des discours du Bouddha conservés dans le Canon pali montre que l’idée d’un dieu personnel, d’un dieu créateur censé être éternel et tout-puissant, est incompatible avec les enseignements bouddhiques. D’autre part, les conceptions d’une quelconque divinité impersonnelle, telle qu’une âme cosmique, etc., sont exclues par les enseignements bouddhiques d’anātman, l’absence de soi, ou l’insubstantialité. (…)
Nibbāna (…) ne peut être identifié avec aucune forme de l’idée de Dieu, car il n’est ni l’origine ni le fondement immanent ni l’essence du monde.
Un bouddhiste peut apprécier les valeurs éthiques, spirituelles et culturelles que la croyance en Dieu a engendrées au cours de l’histoire longue et bigarrée qui est celle de cette opinion. Cependant, nous ne pouvons fermer les yeux sur le fait que le concept de Dieu a trop souvent servi de paravent à la volonté humaine de puissance, à son usage inconsidéré et cruel, et a ainsi augmenté considérablement la quantité de souffrance dans un monde supposé être la création d’un Dieu d’amour. Pendant des siècles, la libre pensée, le libre examen et l’expression de points de vue dissidents ont été combattus et réprimés au nom de Dieu, et malheureusement ce type d’action ainsi que d’autres conséquences négatives sont toujours d’actualité aujourd’hui.
Selon le théologien Denis Müller « affirmer qu’il n’y a pas de dieu dans le bouddhisme ne signifie pas encore logiquement que le bouddhisme ne réponde en aucune manière à la question de dieu ».